# Антохина, Юлия Анатольевна
Ю́лия Анато́льевна Анто́хина (род. 13 июня 1976, Ленинград) — российский экономист, доктор экономических наук, профессор, почётный работник высшего профессионального образования РФ (2013), ректор Санкт-Петербургского государственного университета аэрокосмического приборостроения (с 2014), лауреат премии Правительства РФ в области образования (2015), почётный работник науки и техники РФ (2016).
В 2022 году награждена медалью ордена «За заслуги перед Отечеством» II степени.

## Биография
В 1993 году окончила среднюю школу № 377, в 1999 — радиотехнический факультет Санкт-Петербургского университета аэрокосмического приборостроения (ГУАП) с присвоением квалификации «инженер». В период учёбы была секретарём (1997), заместителем по учебно-воспитательным вопросам секретаря Профкома студентов университета (с 1998).
С 2000 года работала ведущим экономистом планово-финансового управления университета, ассистентом, старшим преподавателем. В 2002 году окончила аспирантуру ГУАП.
С 2004 года — начальник отдела финансового анализа и мониторинга, с 2009 — начальник управления финансового планирования и мониторинга, с 2011 — проректор по стратегическому планированию и управлению ГУАП. В 2013 году прослушала дистанционный курс «Управление проектами» Университет штата Индиана (США), в том же году получила диплом Московской школы управления «Сколково» об успешном прохождении программы «Новые лидеры высшего образования».
С декабря 2013 года — первый проректор, с 17 июня 2014 — ректор Санкт-Петербургского государственного университета аэрокосмического приборостроения.

## Научная деятельность
В 2006 году защитила кандидатскую диссертацию («Мониторинг реализации инновационной стратегии вуза»), в 2014 — докторскую («Ситуационное управление качеством проектов технического университета»; научный консультант академик В. В. Окрепилов); профессор (2018).
Президент российской секции международного общества автоматизации 2014 года (ISA Russian section). Заместитель руководителя кафедры ЮНЕСКО «Инженерное дистанционное образование».
2016 — Член наблюдательного совета Шанхайского Политехнического университета
2017 — Член Международной академии наук высшей школы, Член Метрологической академии
2019 — Член Российской академии Космонавтики имени К. Э. Циолковского

## Санкции
6 марта 2022 года после вторжения России на Украину подписала письмо в поддержу российской агрессии. С 9 июня 2022 года находится под персональными санкциями Украины за поддержку войны. Также была внесена ФБК в список коррупционеров и разжигателей войны за поддержку нападения на Украину. 16 марта 2022 года форумом свободной России внесена в санкционный «Список Путина» с предложением введения против неё международных санкций.

## Награды и признание
- Медаль ордена «За заслуги перед Отечеством» II степени (2023)[6]
- Премия Правительства Российской Федерации в области образования (в составе группы, за 2015 год) — за работу «Комплекс научно-методического обеспечения подготовки кадров по управлению качеством, стандартизации и метрологии в системе российского высшего образования»